# دونوفان رودوك
دونوفان رودوك (بالإنجليزية: Donovan Ruddock)‏ مواليد 21 ديسمبر 1963 في جامايكا، هو ملاكم كندي يصنف ضمن فئة الوزن الثقيل.

## إحصائيات
خاض خلال مسيرته 47 نزالا، فاز في 40 وتعادل في 1 وخسر في 6. فاز بالضربة القاضية في 30 نزالا.

## روابط خارجية
- دونوفان رودوك على موقع بوكس ريك (الإنجليزية) (registration required)